# Kasszandrosz makedón király
Kasszandrosz (Κάσσανδρος, Kr. e. 354 körül – Kr. e. 297) makedón hadvezér, hellenisztikus uralkodó, Antipatrosz fia, a Nagy Sándor után uralkodó diadokhoszok egyike volt.

## Antipatrosz fia
Először Kr. e. 323-ban hallunk róla, amikor a balkáni és hellaszi területeket sztratégoszként igazgató atyja képviseletében Babilonba ment III. Alexandrosz udvarába. Plutarkhosz közlése szerint a számára teljesen idegen, perzsa despotáktól átvett szertartásos üdvözlést, a földre borulással járó proszkünésziszt hangosan kinevette, mire a haragos uralkodó hajánál fogva a falhoz ütötte a fejét. Ha ez a történet túloz is, annyi alapja bizonyára van, hogy Kasszandrosz konfliktusba keveredett a hódítóval. Nem is kapott tisztséget, csak Nagy Sándor Kr. e. 323-as halála után (amiről utóbb rebesgették, hogy az uralkodói kegyekből kiesett atyja mellett ő is részt vett), amikor Perdikkasz, Kraterosz és Antipatrosz megosztozott a hatalmon: ekkor Kária szatrapájává nevezték ki – bár elképzelhető, hogy a történetírók a hasonló nevű Aszandrosszal keverték össze. Miután Kraterosz és Perdikkasz halálát követően atyja Kr. e. 320-ban megszerezte a birodalmi kormányzói címet, fiát khiliarkhoszi (főminiszteri) címmel ruházta fel, hadseregének főparancsnoka viszont a korábbi phrügiai helytartó, Antigonosz Monophthalmosz lett.

## Sikerek Európában

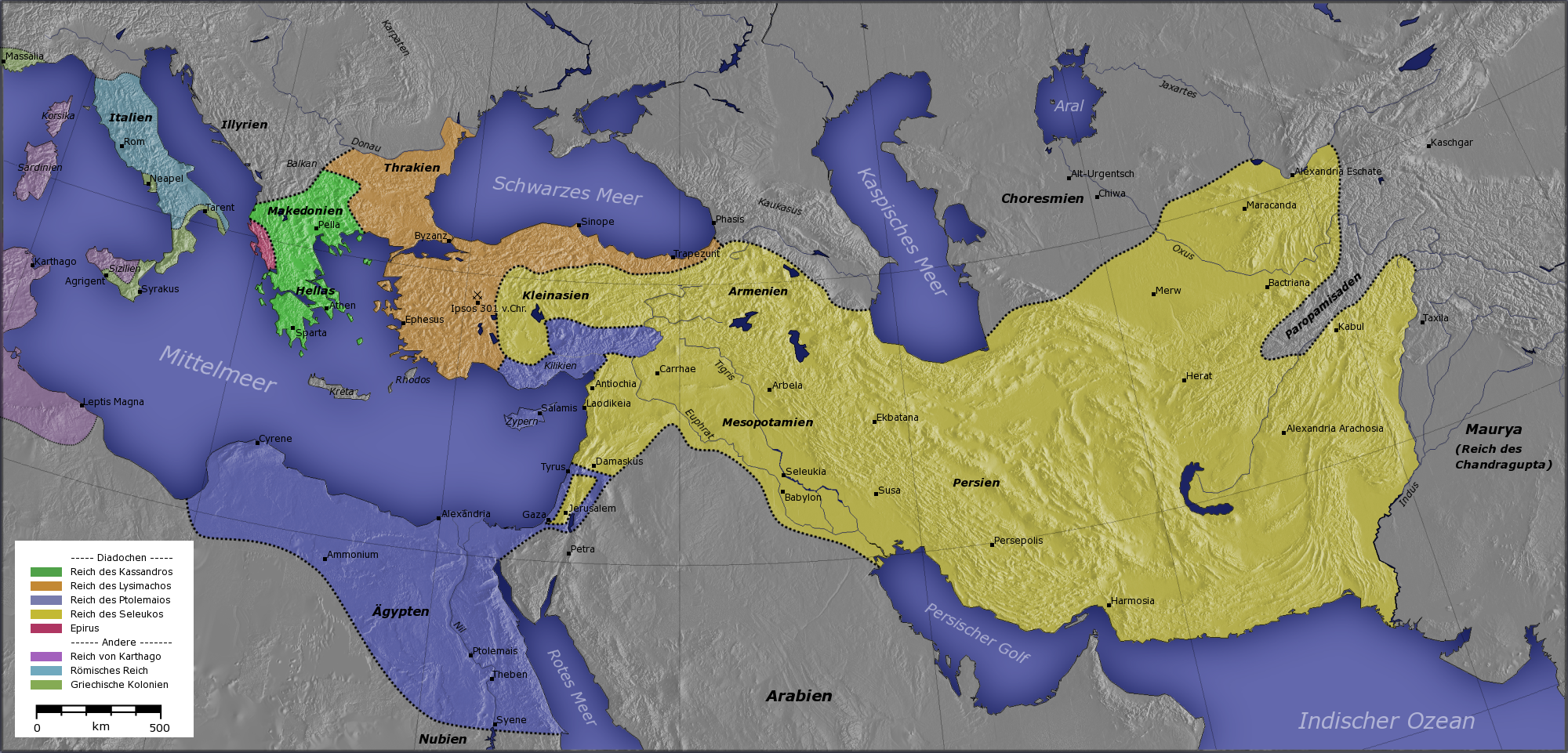
A hellenisztikus birodalmak az ipszoszi csata után
Kasszandrosz királysága
Más diadokhoszok:
Szeleukosz királysága
Lüszimakhosz királysága
Ptolemaiosz királysága
Egyéb államok
Épeirosz
Karthágó
Római Köztársaság
görög gyarmatok

Antipatrosz egyébként sem bízott fiában, így Kr. e. 319-es halálakor nem is őt, hanem egy jóval kevésbé befolyásos katonát, Polüperkhónt jelölte ki utódjául. Kasszandrosz nem elégedett meg khiliarkhoszi rangjával, de a többi diadokhosz sem tűrte el Polüperkhón fennhatóságát: az Egyiptomot igazgató Ptomelaiosz és Antigonosz egyaránt fellázadt ellene. Kasszandrosz Antigonoszhoz csatlakozott, aki, miután meghódította Kis-Ázsiát, sereget adott neki, hogy átkeljen a Polüperkhón bázisául szolgáló Hellaszba és Makedóniába.
Kasszandrosz gyors sikereket aratott: Kr. e. 318-ban többek között Athént is megszerezte, ahol a következő évben párthívét, Phaléroni Démétrioszt juttatta hatalomra. Jóindulatú magatartásával a hellének többségének elnyerte a szimpátiáját. Rövidesen Makedóniában is átvette a hatalmat, mire Polüperkhón Épeiroszba menekült a gyermek IV. Alexandrosszal és anyjával, Rhóxanéval. Ennek hatására Kasszandrosz elérte a gyengeelméjű társkirály, III. Philipposz feleségénél, Eurüdikénél, hogy megszerezze számára a kormányzói kinevezést. Válaszul Nagy Sándor anyja, Olümpiasz lerohanta Makedóniát, és miután Philipposzt és Eurüdikét elhagyták csapataik, elfogatta és megölette őket. Hasonlóképpen járt Kasszandrosz számos barátja és Nikanór nevű fivére is; Olümpiasz állítólag ugyanekkor szentségtelenítette meg Iollaosz nevű fivére sírját, akit Alexandrosz megmérgezésével vádolt meg. Kasszandrosz erre gyorsan visszatért északra, és Püdna városába szorította vissza Olümpiaszt. Az ostrom Kr. e. 316-ban ért véget, amikor Olümpiasz megadta magát, és Kasszandrosz a hadsereg ítélete alapján kivégezte. Ekkor került fogságába Rhóxané és a kis Alexandrosz is, akiket Amphipoliszban záratott el. Valószínűleg ugyanebben az évben vette feleségül Nagy Sándor féltestvérét, Thesszalonikét, akiről egy újonnan alapított várost is elnevezett; hasonlóképpen önmagáról is elnevezett egy pallénéi települést, Kasszandreiát.

## Háború Antigonosz és Démétriosz ellen
Helyzetét megerősítve Kr. e. 315-ben Boiótiába vonult, ahol elrendelte a Nagy Sándor által húsz esztendeje leromboltatott Thébai újjáépítését. Intézkedése tovább növelte népszerűségét a görögök körében. Rövidesen azokat a peloponnészoszi városokat is visszafoglalta, amiket Polüperkhón és fia, Alexandrosz foglalt el a távollétében, mi több, két hajdani ellenfelét is a maga oldalára tudta állítani. Még ebben az évben szövetségre lépett Ptolemaiosszal, a Trákiát igazgató Lüszimakhosszal és a Babilóniából kiűzött Szeleukosszal az időközben veszélyesen nagy birodalmat szerző Antigonosz és fia, Démétriosz ellen. Követelése az volt, hogy Antigonosz ismerje el európai sztratégoszi címét. A háború eleinte rosszul alakult a számára: a szabadság ígéretével Antigonosz a legtöbb poliszt fel tudta ellene lázítani, de végül a Kr. e. 311-es békében megkapta a sztratégoszi elismerést – igaz, azzal a kikötéssel, hogy IV. Alexandrosz nagykorúsága esetén azonnal lemond, és garantálja a görög városok szabadságát.
Kasszandrosz úgy döntött, nem várja meg Alexandrosz nagykorúságát, inkább megölette anyjával együtt. Kr. e. 310-ben újra fellángolt a háború, és Kasszandrosz pozíciói tovább romlottak. Polüperkhónt, aki Kr. e. 309-ben Nagy Sándor Héraklész nevű fiával és anyjával, Barszinével lépett fel a makedón trón megszerzéséért, még sikerült megvásárolnia, így az leszámolt a trónkövetelőkkel. Kr. e. 308-ban azonban Kratészipolisz, Polüperkhón menye átjátszotta Korinthoszt és Sziküónt Ptolemaiosz kezére, Kr. e. 307-ben pedig Démétriosz váratlanul meghódította Athént, megbuktatta Phaléroni Démétrioszt, és visszaállította a demokráciát. A Hellaszból kiszorult Kasszandrosz Makedóniából küzdött Démétriosz ellen, támogatva az ostroma alatt álló rhodosziakat.

## Hellasz elvesztése és visszaszerzése
Kr. e. 304-ben azonban a hadvezér békét kötött a szigetlakókkal, és az időközben Athént ostromolni kezdő Kasszandroszt ismét legyőzte. Kr. e. 303 tavaszán aztán hadai élén megkezdte a Ptolemaiosz és Kasszandrosz helyőrségei által megszállt akhaiai és árkádiai városok meghódítását, amelyek hódolatuk jeléül egész Hellasz fővezérévé választották egy gyűlésen. Kr. e. 302-ben ismét Kasszandrosz ellen vonult, de ezúttal meglehetősen lagymatag módon, úgyhogy nem is ért el komolyabb sikert. Ezzel párhuzamosan az alattvalóin úrrá levő trákiai Lüszimakhosz a korábban Antigonoszt hiába békére kérő Kasszandrosz biztatására betört Anatóliába, és számos fontos erősséget sikerült elragadnia, többek között Pergamont. Szeleukosz, akit nem sikerült kiostromolni Babilonból, számos keleti tartományt megszerzett Médiától Baktriáig, ami komoly ellenféllé tette a lassanként Kis-Ázsiába visszaszoruló Antigonosz számára – nem beszélve arról, hogy Ptolemaiosz Szíriában kezdett terjeszkedni a rovásukra. Démétriosz ilyen körülmények között jobbnak látta gyorsan békét kötni az ekkorra már csak jóformán Makedóniát uraló Kasszandrosszal, és keletre sietett, segíteni az apjának.
Kr. e. 301-ben a phrügiai Ipszosz mellett került sor a döntő ütközetre. Kasszandrosz, Szeleukosz, Lüszimakhosz és Ptolemaiosz mintegy 75–80 000 katonája Antigonosz és Démétriosz ugyanennyi harcosával szállt szembe. Az ütközetben a szövetség diadalával végződött, maga Antigonosz is elesett. A győztesek osztozkodásuk során Makedóniát és Hellaszt is Kasszandrosznak juttatták. Démétriosz Epheszoszba menekült, onnan pedig Athénba, reménykedve a korábbi istenítésben, de a polisz ezúttal megtagadta a bebocsátását, noha flottáját kiszolgáltatta neki.

## Az utolsó évek
Amikor Ptolemaiosz és Lüszimakhosz közeledni kezdett egymáshoz, a bekerítéstől tartó Szeleukosz úgy döntött, szövetkezik Démétriosszal, aki időközben meghódította Kilikiát Kasszandrosz fivérétől, Pleisztarkhosztól. Poliorkétész hamarosan Ptolemaiosszal is békét kötött, így vagy négy évre béke köszöntött a Földközi-tenger keleti partvidékére. Eközben Kasszandrosz gyakorlatilag Démétriosz minden hódítását felszámolta. Kr. e. 299-ben vagy 298-ban a Démétriosz által korábban megszerzett Kerküra (Korfu) szigetét is megpróbálta meghódítani, de a szürakuszai türannosz, Agathoklész kiverte onnan. Kr. e. 298-ban Athén és a phókiszi Elateia ostromával is megpróbálkozott, de az athéni Olümpiodórosz az aitól szövetség segítségével mindkettőt megvédte. Athénban végül Lakharészt segítette türannoszi hatalomra.
Démétriosz Kr. e. 297-ben megindult visszahódítani hajdani európai birtokait. Először sikertelenül próbálkozott partra szállni Attikában, flottáját megtizedelték a viharok, ráadásul ő maga is megsérült Messzénénél. Csak Kasszandrosz halála után tudott eredményt felmutatni, amely Kr. e. 297-ben vagy Kr. e. 296-ban érkezett el vízkór következtében.

## Utódai
Kasszandrosznak három fiáról tudunk, akik mindannyian követték Makedónia trónján. IV. Philipposz kevesebb, mint egy évig uralkodott, mire két öccse, Antipatrosz és V. Alexandrosz alakított ki társuralmat. Antipatrosz azonban elűzte fivérét a trónról, ezért az az épeiroszi Pürrhosz és Démétriosz segítségét kérte. Kr. e. 294-ben Pürrhosz el is űzte Antipatroszt, akit Lüszimakhosz öletett meg, Alexandrosszal pedig Démétriosz számolt le.